# Питион (Эврос)
Пи́тион (греч. Πύθιον) — село в Греции. Расположено на высоте 55 м над уровнем моря, на границе с Турцией, на правом (западном) берегу реки Марица (Эврос), к северо-востоку от Дидимотихона, к юго-востоку от Орестиаса и к северо-западу от турецкого города Узункёпрю. Крайняя восточная точка Греции. Административно относится к общине Дидимотихон в периферийной единице Эврос в периферии Восточная Македония и Фракия. Население 429 человек по переписи 2011 года.
К юго-востоку от села находится железнодорожная станция «Питион».
В Питионе находится церковь священномученика Кирилла. Жители Питиона почитают покровителем села патриарха Константинопольского Кирилла VI. 18 апреля 1821 года патриарх был казнён в Адрианополе и повешен на воротах митрополии. Тело провисело три дня, затем было сброшено в реку Эврос. В Питионе мельник Х. Аргириу-Цорбадзис выловил тело и тайно похоронил его под полом своего дома. В 1829 году мельник сообщил о захоронении митрополиту Григорию Византийскому.

## История
В период османской оккупации город назывался Кулели-Бургас (тур. Kuleliburgaz). Здесь находилась железнодорожная станция, где линия от Адрианополя разделялась на линию в Константинополь и линию в Дедеагач.

## Форт Питион

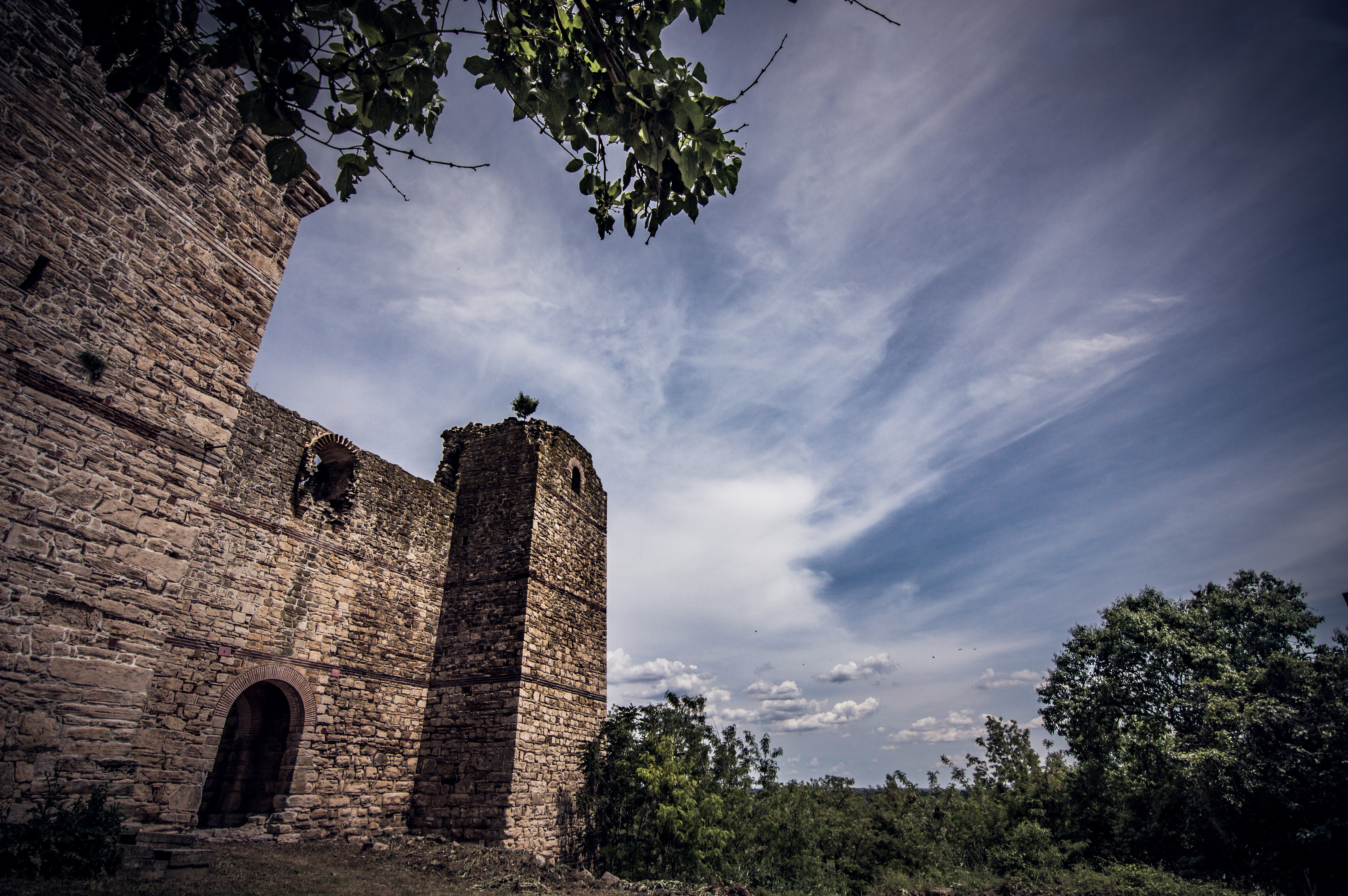
Форт Питион

Форт Питион построен в XIV веке императором Иоанном VI Кантакузиным. В настоящее время частично сохранились две башни.

## Сообщество Питион
Сообщество Питион (Κοινότητα Πυθίου) создано в 1924 году (ΦΕΚ 194Α). В сообщество входят села Рийон и Статмос. Население 541 человек по переписи 2011 года. Площадь 25,7 км².
| Наименование | Население (2011), человек |
| ------------ | ------------------------- |
| Питион       | 429                       |
| Рийон        | 100                       |
| Статмос      | 12                        |

## Население
| Год  | Население, человек |
| ---- | ------------------ |
| 1991 | 730                |
| 2001 | 571                |
| 2011 | ↘ 429              |